# Subiakto Tjakrawerdaya
Subiakto Tjakrawerdaya (10 de agosto de 1944-2 de enero de 2021) fue un político indonesio que se desempeñó como ministro de Cooperativas y Pequeñas Empresas en los gabinetes sexto y séptimo de Suharto desde 1993 hasta 1998.

## Biografía

### Primeros años
Nació el 10 de agosto de 1944 en la regencia de Cilacap durante la ocupación japonesa de las Indias Orientales Neerlandesas. Era hijo de un padre y una madre javaneses llamados Soewarko y Rudiastuti. Comenzó su educación en una escuela primaria en Cilacap en 1953 y se graduó en 1956. Luego continuó sus estudios en la State Junior High School No. 1 en Cilacap desde 1956 hasta 1959 y en la State High Escuela No 1 también de Cilacap desde 1959 hasta 1962. Después de terminar la escuela secundaria, se mudó a Yakarta y se matriculó en la Facultad de Economía de la Universidad Cristiana de Indonesia, donde fue aceptado como estudiante y estudió allí desde 1962 hasta 1972.

### Carrera profesional
Su carrera profesional comenzó inmediatamente después de graduarse de la universidad como miembro de la junta de una empresa privada. Posteriormente dejó los negocios en 1978 y siguió una carrera en el Ministerio de Cooperación Junior, comenzando desde su empleo como personal experto hasta el ministro de Cooperación Junior. Después de que el ministerio se transformó en un departamento completo, fue ascendido al cargo de Jefe de la Oficina de Planificación del Departamento de Cooperación en 1983. Fue promovido nuevamente en septiembre de 1987 como director general de Desarrollo Empresarial Cooperativo en el Departamento  de Cooperación.
Después se inscribió en el Instituto Nacional de Resiliencia en 1985, graduándose en 1986  como uno de los tres mejores egresados.

### Ministro indonesio de cooperativas y pequeñas empresas
El 17 de marzo de 1993, el presidente indonesio Suharto anunció al público la composición de su sexto gabinete en el que incluyó a Subiakto Tjakrawerdaya como ministro de Cooperativas y Pequeñas Empresas. Una vez expirado el mandato del gabinete, fue nombrado nuevamente para el mismo cargo en el séptimo gabinete el 14 de marzo de 1998 hasta el 21 de mayo de cuando Suharto renunció.
Durante su mandato como ministro estuvo estrechamente asociado con los hijos de Suharto y sus negocios. Tjakrawerdaya permitió que Tommy Suharto, el hijo menor del presidente, ejerciera el monopolio del comercio en Indonesia.
En 1996 se postuló como candidato para el Consejo Representativo del Pueblo en el distrito electoral de Lampung donde ganó un escaño y se convirtió en miembro del Consejo Representativo del Pueblo desde el 1 de octubre de 1997. Desde entonces ocupó simultáneamente el cargo de ministro y diputado, aunque renunció a su membresía en el Consejo Representativo del Pueblo después de su segundo nombramiento.

### Vida posterior en la política
Después de que el presidente indones Suharto pusiera su renuncia, dos mese después se formó un partido político de nombre Partido del Despertar Nacional al cual Tjakrawerdaya se unió y se convirtió en el Delegado Regional de la Asamblea Consultiva del Pueblo para representar al partido de Java Oriental. Ocupó el cargo desde el 1º de octubre de 1999 hasta su arresto el 18 de marzo de 2002.
El 30 de noviembre de 1999, el presidente Abdurrahman Wahid formó el Consejo Económico Nacional para resolver la crisis financiera de Indonesia. Tjakrawerdaya fue incluido como vicepresidente del consejo. La membresía de Tjakrawerdaya en el consejo fue protestada por economistas de la Universidad de Indonesia y la Universidad Gadjah Mada debido a su cargo anterior como ministro en el gabinete de Suharto. Wahid respondió afirmando que el consejo es un órgano consultivo y no puede influir directamente en ninguna decisión presidencial.
En las elecciones legislativas de Indonesia de 2004, Tjakrawerdaya se nombró a sí mismo como miembro del Consejo Representativo Regional para la circunscripción de Java Central, número 25. Llegó a ocupar el puesto 16 y obtuvo 315.191 votos - 2,01 % del total de votos - en el elección, lo que hizo que no ganara ningún escaño en las elecciones.

### Fallecimiento
Subiakto Tjakrawerdaya dio positivo en la prueba de COVID-19 y fue trasladado al Simprug Extension Hospital, construido por el Hospital Central de Pertamina para tratar a los pacientes con esta enfermedad. Murió a las 23.15 horas del 2 de enero de 2021.

## Arresto
Tjakrawerdaya fue acusado de corromper fondos por un total de 20 billones de rupias de la Cooperación de Empleados del Departamento de Cooperación. Fue llevado a la comisaría de policía de Yakarta en la mañana del 18 de marzo de 2002 y fue investigado durante 13 horas. Siendo arrestado esa noche.